# Srisaket Sor Rungvisai
Srisaket Sor Rungvisai, pseudonimo di Wisaksil Wangek (thailandese: วิศักดิ์ศิลป์ วังเอก; Uthumphon Phisai, 8 dicembre 1986), è un pugile thailandese.
È stato detentore dei titoli WBC, The Ring e lineare dei pesi supermosca. È divenuto noto a livello mondiale per aver detronizzato e posto fine alla striscia d'imbattibilità di 46 incontri del nicaraguense Román González, sempre vittorioso dal suo debutto nel 2005 al 2016.

## Biografia
Nato in una povera famiglia originaria della provincia di Sisaket, da adolescente si trasferisce a Bangkok dove trova lavoro come raccoglitore di rifiuti presso un centro commerciale. Dopo aver praticato la muay thai, decide di passare al pugilato su consiglio dei propri parenti.

## Carriera
Compie il suo debutto da professionista il 17 marzo 2009, venendo sconfitto dal giapponese Akira Yaegashi per KO tecnico al terzo round. Dopo un'altra sconfitta e un pareggio, Rungvisai centra la prima vittoria solamente al quarto incontro, contro il connazionale Prakaipetch Aunsawan.
Segue poi una graduale scalata ai ranking mondiali che lo porta a sfidare il giapponese Yōta Satō il 3 maggio 2013, con in palio il titolo WBC dei pesi supermosca. Rungvisai ne esce vittorioso per KO tecnico all'ottavo round. Dopo aver difeso il mondiale una volta, contro Hirofumi Mukai, viene detronizzato l'anno seguente dal messicano Carlos Cuadras (29-0; 24 KO) per decisione tecnica dopo l'interruzione del match a causa di uno scontro di teste.
Archiviato il match con Cuadras, gli anni successivi lo vedono inanellare una serie di vittorie contro avversari prevalentemente di scarso livello. Il 18 marzo 2017 viene scelto per sfidare il nicaraguense Román "Chocolatito" González (46-0; 38 KO), considerato da diversi esperti come il migliore pound for pound in circolazione, al Madison Square Garden di New York con in palio il titolo mondiale WBC dei supermosca. Partito ampiamente sfavorito, il thailandese riuscirà ad infliggere al campione la prima sconfitta da professionista dopo dodici riprese serrate, per decisione maggioritaria dei giudici di gara (114-112, 114-112 e 113-113). La sfida, caratterizzata da due testate che segnano vistosamente González, vede lo sfidante piazzare un minor numero di colpi ma in misura più efficace. Si rivela decisivo per i cartellini l'atterramento inflitto al campione in carica nel corso della prima ripresa, per via di un gancio sinistro al corpo.
La rivincita con González, voluta a gran voce dall'ex campione e svoltasi il settembre seguente, ha un esito ancora più drammatico: sul ring dello StubHub Center di Carson il thailandese piega l'avversario prima del limite grazie alla sua maggiore potenza, mandandolo KO alla quarta ripresa. Le due vittorie contro González, considerate come i più grandi successi nella storia del pugilato thailandese, contribuiscono a consacrare la carriera di Sor Rungvisai e a incrementare la sua popolarità a livello locale. Viene inoltre invitato in due occasioni dal primo ministro thailandese Prayuth Chan-ocha, congratulatosi con lui di persona.
Il 24 febbraio 2018, al Forum di Inglewood, si fregia anche dei titoli vacanti The Ring e lineare dei supermosca sconfiggendo per decisione maggioritaria lo sfidante Juan Francisco Estrada (36-2; 25 KO) al termine di dodici round.

## Record professionale
| Risultato | Record | Avversario             | Metodo            | Data             | Round, tempo | Città                           | Note |
| --------- | ------ | ---------------------- | ----------------- | ---------------- | ------------ | ------------------------------- | --- |
| Sconfitta | 47-5-1 | Juan Francisco Estrada | Decisione (unan.) | 26 aprile 2019   | 12           | The Forum, Inglewood            | Perde i titoli WBC, The Ring e lineare dei pesi supermosca.                                               |
| Vittoria  | 47-4-1 | Iran Diaz              | Decisione (unan.) | 6 ottobre 2018   | 12           | Impact Arena, Pak Kret          | Difende i titoli WBC, The Ring e lineare dei pesi supermosca.                                             |
| Vittoria  | 46-4-1 | Bae Young-gil          | KO tecnico        | 21 luglio 2018   | 1 (10), 2:50 | Workpoint Studio, Bang Phun     | |
| Vittoria  | 45-4-1 | Juan Francisco Estrada | Decisione (magg.) | 24 febbraio 2018 | 12           | The Forum, Inglewood            | Difende il titolo WBC dei pesi supermosca. Vince i titoli vacanti The Ring e lineare dei pesi supermosca. |
| Vittoria  | 44-4-1 | Román González         | KO                | 9 settembre 2017 | 4 (12), 1:18 | StubHub Center, Carson          | Difende il titolo WBC dei pesi supermosca.                                                                |
| Vittoria  | 43-4-1 | Román González         | Decisione (magg.) | 18 marzo 2017    | 12           | Madison Square Garden, New York | Vince il titolo WBC dei pesi supermosca.                                                                  |